# Мартелло

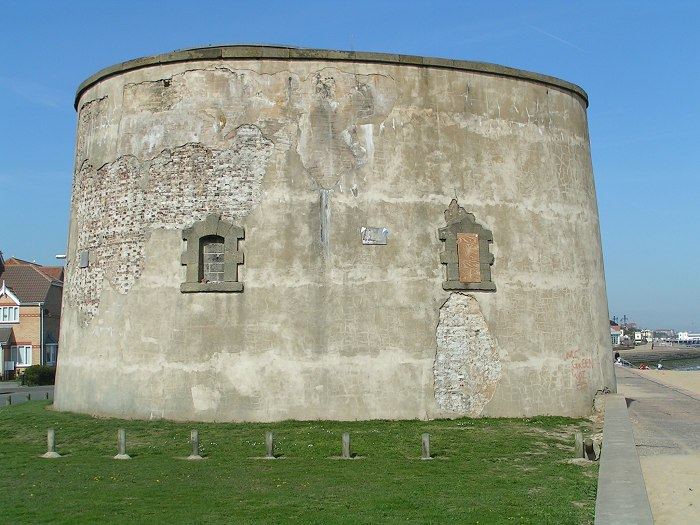
Круглая башня на восточном побережье Англии

Башни мартелло — круглые в плане каменные укрепления, которые во множестве строились по берегам владений Британской империи в I-й половине XIX века.
Во время революционных войн англичане во главе с адмиралом Джоном Муром натолкнулись на большие трудности при взятии миниатюрной генуэзской башни на корсиканском мысе Мартелла. Засевший в башне гарнизон долгое время не подпускал численно превосходившего неприятеля к лежащему чуть ниже городу Сен-Флоран.

Устройство башни Мартелло

Фортификационный потенциал башни Мартелла произвел такое впечатление на английское командование, что на случай наполеоновского вторжения было принято решение строить подобные сооружения по берегам всех британских владений, как в метрополии, так и в колониях (см. круглые башни Джерси).
Стандартная башня имеет два этажа и достигает высоты 40 футов (12 метров). В ней могли поместиться от 15 до 25 солдат во главе с офицером. Сложенные из толстых каменных блоков стены устойчивы к артиллерийскому огню. На плоской крыше размещали пушку, способную вращаться на 360 градусов. Некоторые башни были окружены рвом с водой.
Развитие нарезной артиллерии в годы, предшествовавшие Крымской войне, постепенно свело на нет оборонительный потенциал башен мартелло. В настоящее время многие из них поставлены под охрану как исторические памятники.

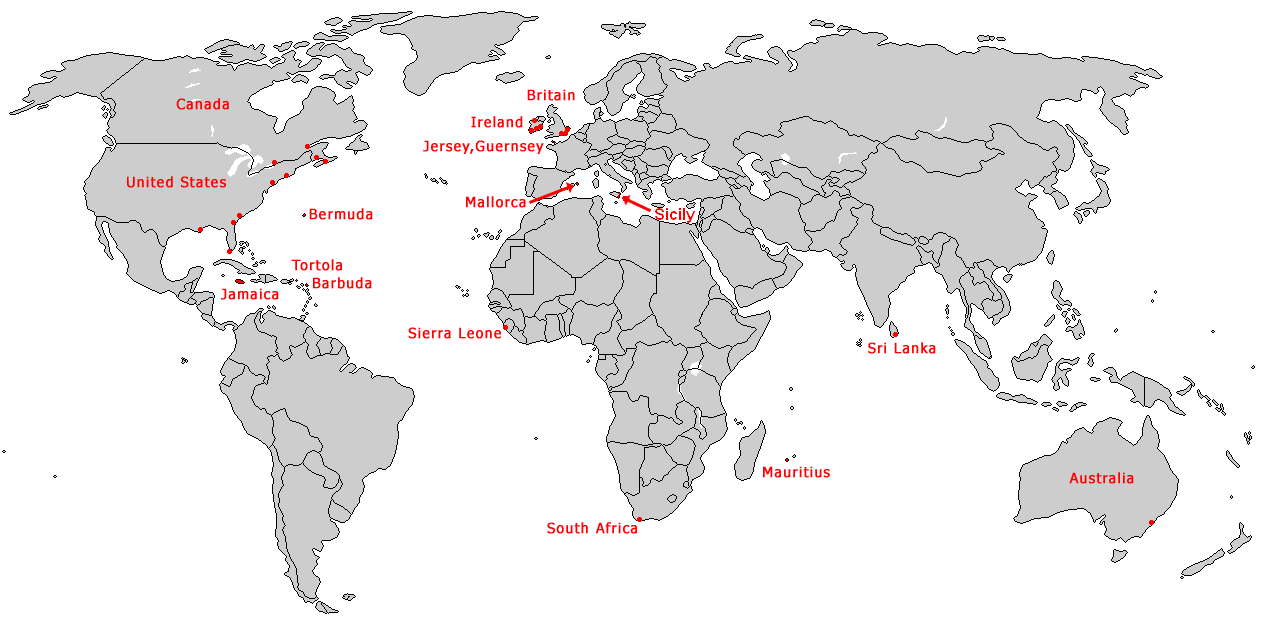
Карта расположения башен типа «мартелло»